# Streptów (gmina)
Gmina Streptów – dawna gmina wiejska funkcjonująca w latach 1941–1944 pod okupacją niemiecką w Polsce. Siedzibą gminy był Streptów.
Gmina Streptów została utworzona przez władze hitlerowskie z terenów okupowanych przez ZSRR w latach 1939–1941 terenów należących przed wojną do powiatu kamioneckiego w woj. tarnopolskim:
- ze zlikwidowanej   gminy Żelechów Wielki – Horpin, Jamne, Łodyna Nowa, Nahorce Małe, Spas, Streptów, Wyrów, Żelechów Mały i Żelechów Wielki (bez Niesłuchowa, który wszedł w skład nowej gminy Milatyn)
- z części zlikwidowanej  gminy Dziedziłów – Jakimów i Sokołów
- z części zlikwidowanej  gminy Grabowa – Wolica Derewlańska
- z części zlikwidowanej  gminy Milatyn Nowy – Derewlany

Gmina Streptów weszła w skład powiatu kamioneckiego (Kreishauptmannschaft Kamionka Strumiłowa), należącego do dystryktu Galicja w Generalnym Gubernatorstwie. W skład gminy wchodziły miejscowości: Derewlany, Horpin, Jakimów, Jamne, Łodyna Nowa przys., Nahorce Małe, Sokołów, Spas, Streptów, Wolica Derewlańska, Wyrów, Żelechów Mały i Żelechów Wielki.
Po wojnie obszar gminy wszedł w struktury administracyjne ZSRR.